# Gnophodes diversa
Gnophodes diversa är en fjärilsart som beskrevs av Butler 1880. Gnophodes diversa ingår i släktet Gnophodes och familjen praktfjärilar. Inga underarter finns listade i Catalogue of Life.